# ロシア極東開発省
ロシア連邦極東・北極地方開発省（ロシアれんぽうきょくとうかいはつしょう、極東発展省、ロシア語: Министерство Российской Федерации по развитию Дальнего Востока и Арктики）は、ロシアの中央省庁のひとつ。極東ロシアの経済社会開発を担当する。2012年5月21日、創設された。ハバロフスクに省本庁舎が設置され、モスクワに代表部が別に置かれた。

## 沿革・概要
2012年ロシア大統領選挙で復帰したウラジーミル・プーチン大統領は、極東・シベリアの開発を政権の最重要課題と位置づけ、
2012年5月21日、ロシア連邦大統領令（ウカース）第612号により、ドミートリー・メドヴェージェフ内閣に新たに設置された。大統領令により極東開発大臣は極東連邦管区大統領全権代表の兼任となる。初代大臣は極東連邦管区大統領全権代表のヴィクトル・イシャエフが就任した。本庁舎はハバロフスクに設置されたが、これはモスクワ以外に連邦省庁が設置されたという点でロシア連邦史上初である。
2013年8月31日、ウラジーミル・プーチン大統領は、ヴィクトル・イシャエフ極東開発相を解任し、兼務する極東連邦管区大統領全権代表のポストからも更迭した。解任の理由については、2013年8月のアムール州洪水被害に対する引責人事との見方の他、極東地域開発におけるイシャエフの運営方法が中央と対立したためとの見解もある。
2013年9月11日、アレクサンドル・ガルシカが第2代大臣に任命された。

## 組織

### 歴代大臣
| 代 | 肖像 | 氏名                     | 内閣                               | 在任期間                       | 備考                               |
| -- | ---- | ------------------------ | ---------------------------------- | ------------------------------ | ---------------------------------- |
| 1  |      | ヴィクトル・イシャエフ   | ドミートリー・メドヴェージェフ内閣 | 2012年5月21日 - 2013年8月31日  | 極東連邦管区大統領全権代表を兼務。 |
| 2  |      | アレクサンドル・ガルシカ | ドミートリー・メドヴェージェフ内閣 | 2013年9月11日 - 2018年5月7日   |                                    |
| 3  |      | アレクサンドル・コズロフ | ドミートリー・メドヴェージェフ内閣 | 2018年5月18日 - 2020年11月10日 |                                    |
| 4  |      | アレクセイ・チェクンコフ | ミハイル・ミシュスティン内閣       | 2020年11月10日 -               | 現職                               |

### 次官
| 氏名                                         | 在任期間        | 備考 |
| -------------------------------------------- | --------------- | ---- |
| イーゴリ・ウラジーミロヴィチ・アヴェーリン   | 2012年6月18日 - |      |
| イワン・ワレンチノヴィチ・ブラゴーディリ     | 2012年6月18日 - |      |
| ゲンナジー・アナトーリエヴィチ・コンドラトフ | 2012年6月18日 - |      |
| ユーリ・イワノヴィチ・オノプリエンコ         | 2012年6月18日 - |      |
| ドミートリー・シェリホフ（シェレホフ）       | 2012年8月3日 -  |      |